# اختبار قابلية الاستخدام
اختبارات الاستخدام أو اختبار قابلية الاستخدام (بالإنجليزية: Usability testing)‏ هي تقنية وخطة مدروسة مستخدمة في التصاميم التفاعلية التي تتمحور حول المستخدم وذلك بغرض تقييم منتج أو مشروع عن طريق اختباره وتجربته على المستخدمين. يمكن اعتبار ذلك ممارسة سهلة الاستخدام لا يمكن الاستغناء عنها، لأنها تقدم مدخلات مباشرة حول كيفية استخدام المستخدمين الحقيقيين للنظام الذي تم إنشائه حديثاً. يتناقض هذا الاختبار مع الطرق المستخدمه لفحص قابلية الاستخدام، حيث يستخدم الخبراء طرقًا مختلفة لتقييم واجهة المستخدم دون إشراك المستخدمين.
يرتكز اختبار قابلية الاستخدام على قياس قدرة المنتج وقياس ما إذا كان هذا المنتج قادر على تحقيق الغرض المقصود منه والأهداف المتطلبة والمأمولة منه أيضاً. أمثلة على المنتجات التي تستفيد بشكل شائع من اختبار قابلية الاستخدام هي الأغذية والمنتجات الاستهلاكية ومواقع الويب أو تطبيقات الويب وواجهات الحاسب والمستندات والأجهزة بشكل عام. اختبار قابلية الاستخدام يقيس قابلية الاستخدام بشكل خاص وسهولة الاستخدام بشكل عام، حيث يركز أيضاً على كائنات معينة في مراحل تطوير وتصميم المنتج ومجموعة من كائنات وعناصر الاستخدام الأخرى، في حين تحاول دراسات التفاعل بين الإنسان والحاسوب صياغة مبادئ عالمية.

## ما ليس من خصائص الاختبار
ببساطة جمع الآراء حول كائن معين أو مستند داخل نطاق المشروع أو المنتج هو من مهام أبحاث السوق أو البحث النوعي بدلاً من أن يكون داخل خصائص اختبار قابلية الاستخدام. يتضمن اختبار قابلية الاستخدام عادةً مراقبة منهجية معينة في ظل ظروف محكومة لتحديد مدى قدرة الناس على استخدام المنتج. ومع ذلك، غالباً ما يتم استخدام كل من الاختبار النوعي وقابلية الاستخدام في الجمع، لفهم دوافع / تصورات المستخدمين بشكل أفضل، بالإضافة إلى تصرفاتهم.
بدلاً من إظهار مسودة تقريبية للمستخدمين وسؤالهم «هل تفهم هذا؟»، يتضمن اختبار قابلية الاستخدام مشاهدة الأشخاص الذين يحاولون استخدام شيء ما للغرض المقصود منه. على سبيل المثال، عند اختبار إرشادات تجميع لعبة ما، يجب إعطاء وإرفاق مواضيع الاختبار والإرشادات وعلبة من الأجزاء، وبدلاً من طلب التعليق على الأجزاء والمواد، يُطلب منهم وضع وتجميع اللعبة معاً. تؤثر صياغة التعليمات وجودة التوضيح وتصميم اللعبة على عملية التجميع.

## أساليب
يتضمن إعداد اختبار قابلية الاستخدام إنشاء سيناريو أو موقف واقعي بعناية، حيث يقوم الشخص بقائمة من المهام باستخدام المنتج الجاري اختباره أثناء مراقبة ومشاهدة وتدوين الملاحظات (التحقق الديناميكي). كما يتم استخدام العديد من أدوات الاختبار الأخرى مثل الإرشادات النصية والنماذج الأولية للورق واستبيانات ما قبل وما بعد الاختبار لجمع الملاحظات حول المنتج الجاري اختباره (التحقق الثابت). على سبيل المثال، لاختبار وظيفة المرفقات في برنامج البريد الإلكتروني، يصف سيناريو الحالة التي يحتاج فيها الشخص إلى إرسال مرفق البريد الإلكتروني، ويطلب منه القيام بهذه المهمة. الهدف من ذلك هو ملاحظة كيفية عمل الأشخاص بطريقة واقعية، بحيث يمكن للمطورين رؤية مناطق المشاكل وما يعجبهم الأشخاص وما لا يعجبهم. تشمل التقنيات المستخدمة بشكل شائع لجمع البيانات أثناء اختبار قابلية الاستخدام بروتوكول التفكير بصوت عال والتعلم المشترك في الاكتشاف وتتبع العين.

### اختبار الردهة
يُعد اختبار الردهة طريقة سريعة ورخيصة لاختبار قابلية الاستخدام، حيث يُطلب من الأشخاص الذين يتم اختيارهم عشوائياً - مثل الأشخاص الذين يمرون في الردهة - محاولة استخدام المنتج أو الخدمة. يمكن أن يساعد ذلك المصممين على تحديد «المختصرات»، وهي مشكلات خطيرة للغاية بحيث لا يمكن للمستخدمين التقدم في المراحل المبكرة من التصميم الجديد. يمكن استخدام أي شخص باستثناء مصممي المشروع والمهندسين (يميلون إلى العمل كمراجعين خبراء لأنهم قريبون جداً من المشروع).

### اختبار قابلية الاستخدام عن بعد
في سيناريو حيث يوجد المقيمين لاختبار قابلية الاستخدام والمطورين والمستخدمين المحتملين في بلدان ومناطق زمنية مختلفة، فإن إجراء تقييم قابلية الاستخدام التقليدي للمختبرات يخلق تحديات من حيث التكلفة ومنظورات النقل والإمداد. أدت هذه المخاوف إلى إجراء أبحاث حول تقييم قابلية الاستخدام عن بُعد، مع فصل المستخدم والمقيمين عن المكان والزمان. يمكن أن يكون الاختبار عن بُعد، الذي يسهل التقييمات التي تتم في سياق المهام والتقنيات الأخرى للمستخدم، إما متزامناً أو غير متزامن. الأولى تتضمن اتصالاً فردياً في الوقت الفعلي بين المُقيِّم والمستخدم، في حين أن الأخير ينطوي على المُقيِّم والمستخدم الذي يعمل بشكل منفصل. تتوفر العديد من الأدوات لتلبية احتياجات هذين الأسلوبين.
تتضمن منهجيات اختبار قابلية الاستخدام المتزامن مؤتمرات الفيديو أو استخدام أدوات مشاركة التطبيقات عن بعد مثل WebEx. WebEx و GoToMeeting هما أكثر التقنيات استخداماً لإجراء اختبار قابلية الاستخدام عن بُعد المتزامن. ومع ذلك، قد يفتقر الاختبار المتزامن عن بُعد إلى السرعة والإحساس «بوجود» المرغوب فيه لدعم عملية الاختبار التعاوني. علاوة على ذلك، فإن إدارة الديناميات بين الأفراد عبر الحواجز الثقافية واللغوية قد تتطلب مقاربات حساسة للثقافات المعنية. تشمل العيوب الأخرى تقليل التحكم في بيئة الاختبار والانحرافات والانقطاعات التي يعاني منها المشاركون في بيئتهم الأصلية. من الأساليب الحديثة المطورة لإجراء اختبار قابلية الاستخدام عن بُعد المتزامن استخدام العوالم الافتراضية.
تتضمن المنهجيات غير المتزامنة التجميع التلقائي لتدفقات نقرات المستخدم وسجلات المستخدم للحوادث الخطيرة التي تحدث أثناء التفاعل مع التطبيق والتعليقات الشخصية على الواجهة من قبل المستخدمين. غرار الدراسة داخل المختبر، فإن اختبار قابلية الاستخدام غير المتزامن عن بُعد يعتمد على المهام وتتيح المنصة للباحثين التقاط النقرات وأوقات المهام. وبالتالي، بالنسبة للعديد من الشركات الكبيرة، يسمح هذا للباحثين بفهم نوايا الزوار بشكل أفضل عند زيارة موقع ويب أو موقع جوال. بالإضافة إلى ذلك، يوفر هذا النمط من اختبار المستخدم أيضاً فرصة لتعليقات القطاعات حسب النوع الديموغرافي والسلوكي. يتم إجراء الاختبارات في بيئة المستخدم الخاصة (بدلاً من المعامل) مما يساعد على محاكاة اختبار السيناريو الواقعي بشكل أكبر. يوفر هذا النهج أيضاً وسيلة لالتماس التعليقات بسهولة من المستخدمين في المناطق النائية بسرعة وبأعباء تنظيمية أقل. في السنوات الأخيرة، أصبح إجراء اختبار قابلية الاستخدام بشكل غير متزامن سائداً ويسمح للمختبرين بتقديم ملاحظات في أوقات فراغهم وبشكل مريح في منازلهم.